# Nemzeti Bajnokság II 1917–1918
Nemzeti Bajnokság II 1917–1918 sau liga a doua maghiară sezonul 1917-1918, a fost un campionat de război, sezon neoficial desfășurat în această competiție.

## Istoric și format
Campionatul ligii a doua a fost organizat anul acesta în patru districte, cu un număr semnificativ mai mare de participanți decât anul precedent. Pe lângă noile asociații în curs de formare, există un număr semnificativ de echipe care se reformează. (Numărul total de asociații rurale raportate a fost de 103.) Cu toate acestea, meciurile din ligă au pus o povară grea pentru asociațiile care trăiesc în condiții financiare deja dificile. Majoritatea cluburilor situate la distanțe mari unele de altele nu au putut suporta poverile rezultate din incertitudinea și costul ridicat al transportului feroviar, așa că au stat departe de campionat.

## Districtul de Sud
Campionatul districtului de sud a fost câștigat din nou de clubul Chinezul Timișoara, care a fost cel mai bun dintre celelalte echipe timișorene care au participat. Situația a fost similară la Szeged, CA-ul a fost întărit de la jucătorii asociațiilor închise temporar. Păcat că cea mai bună echipă din Subotica, CA Bácska Subotica, nu a putut începe.
| Poz | Echipă             | Pld | W | D | L | GF | GA | GD  | Pct |
| --- | ------------------ | --- | - | - | - | -- | -- | --- | --- |
| 1   | Chinezul Timișoara | 10  | 8 | 2 | 0 | 44 | 10 | +34 | 18  |
| 2   | CA Seghedin        | 10  | 4 | 5 | 1 | 17 | 12 | +5  | 13  |
| 3   | AMEFA Arad1        | 10  | 5 | 2 | 3 | 33 | 18 | +25 | 10  |
| 4   | AS Subotica        | 8   | 2 | 3 | 3 | 11 | 25 | -14 | 7   |
| 5   | ASM Subotica       | 8   | 0 | 2 | 6 | 5  | 21 | -16 | 2   |
| 6   | AS Arad            | 8   | 0 | 2 | 6 | 3  | 25 | -22 | 2   |

1 2 puncte deduse.

## Cea mai bună echipă rurală.
Nici anul acesta nu s-a desfășurat turneul campioanelor rurale.

## Vezi și
- Liga a 2-a maghiară